# واقاده
واقاده (به لاتین: Vaqadi) یک منطقه مسکونی در جمهوری آذربایجان است که در شهرستان آستارا و در دهیاری میکی واقع شده است.

## ریشه واژه
واقا یا واقو در زبان تالشی به‌نوعی درخت مورد استفاده برای زغال گفته می‌شود و دی یا ده به‌معنی روستا است و معنای کلی واقادی می‌شود روستای زغال‌چوب.